# Fundacja Opoka
Fundacja Opoka – polska fundacja, która została powołana przez Konferencję Episkopatu Polski w 1998 roku. Do dwóch głównych zadań fundacji należą służenie Kościołowi katolickiemu w Polsce w zakresie elektronicznej wymiany informacji oraz prowadzenie serwisu internetowego www.opoka.org.pl.

## Zarząd Fundacji
- ks. Marek Gancarczyk – prezes zarządu (2018–)
- ks. prof. Waldemar Cisło – członek zarządu (2017–)
- Iwona Olszewska-Król – członek zarządu (2019–)

Osoby pełniące wcześniej funkcje w zarządzie fundacji
- ks. Bernard Koj – prezes zarządu (2014–2018)
- Sławomir Zatwardnicki – członek zarządu (2015–2017)
- ks. Józef Kloch – prezes zarządu (1998–2008)
- dr Maciej Górnicki – członek zarządu (2003–2008, 2015–2019), prezes zarządu (2008–2013)
- Krzysztof Piądłowski – członek zarządu (2010–2013, 2015–2016), prezes zarządu (2013–2014)
- ks. Zbigniew Kapłański – członek zarządu (2008–2013)
- ks. Mirosław Matuszny – członek zarządu (2013–2014)
- ks. Tomasz Patoka – członek zarządu (–2008)
- Jarosław Uczkiewicz – członek zarządu (–2008)
- Małgorzata Strzałkowska – członek zarządu (2005–2010)
- Witold Zawadzki – członek zarządu (1998–2000)

## Rada Nadzorcza Fundacji
Źródło: 
- bp Marek Solarczyk – przewodniczący (2013–)
- abp Wojciech Polak (2013–)
- bp Artur Miziński (2014–)
- bp Jan Tyrawa (1998–)
- Jacek Czech (2015–)
- Piotr Muszyński (2015–)

W przeszłości członkami Rady Nadzorczej Fundacji byli:
- abp Wiktor Skworc (1998–2014)
- bp Piotr Libera (1998–2007)
- bp Jan Wieczorek – przewodniczący (1998–2013)
- bp Andrzej Jeż (2013–2015)
- ks. dr hab. Józef Kloch (2013–2015)
- dr Andrzej Garapich (2013–2023)

## Nagrody i wyróżnienia
- w 2007 roku Fundacja Opoka została wyróżniona nagrodą „Totus Medialny dla upamiętnienia Bp. Jana Chrapka oraz jego roli w ukazywaniu osoby i nauczania Jana Pawła II w mediach”
- w 2008 roku Zarząd Stowarzyszenia Wydawców Katolickich wyróżnił Fundację Opoka nagrodą Małego Feniksa 2008 za promowanie w mediach książki katolickiej
- 30 września 2009 Fundacja Opoka otrzymała nagrodę specjalną tygodnika „Computerworld” w konkursie Lider informatyki[4]

## Sponsorzy i partnerzy Fundacji
Partnerzy Fundacji
- Bank Pekao
- PZU

Wcześniejsi partnerzy (wybrani)
- operator sieci Plus
- PKN Orlen
- Opoczno S.A.
- Optimus

## Projekty Fundacji
- portal opoka.org.pl zawierający m.in. ponad 50 tysięcy tekstów z zakresu historii Kościoła, teologii oraz publicystyki religijnej i społecznej
- newsroom opoka.news przeznaczony do współpracy z instytucjami i organizacjami kościelnymi
- otwarty serwis zdjęciowy opoka.photo
- Edukacja Medialna
- Wirtualna Mapa Pielgrzymek

## Serwis internetowy
Portal www.opoka.org.pl uruchomiono 9 marca 1999 roku w Galerii Porczyńskich w Warszawie. Inaugurację serwisu prowadził polski reżyser Krzysztof Zanussi, a wśród zaproszonych byli m.in. hierarchowie Kościoła katolickiego, przedstawiciele rządu, Parlamentu RP, Unii Europejskiej, a także goście reprezentujący partnerów finansowych, sponsorów oraz media. 6 października 2008 roku zaprezentowano nowy layout głównej strony portalu.